# Ginger Rogers
Ginger Rogers (16. srpnja, 1911. – 25. travnja, 1995.) je bila Oscarom nagrađena američka filmska i kazališna glumica i pjevačica. U svojoj filmskoj karijeri dugoj pedeset godina snimila je ukupno sedamdeset i tri filma, a danas je prvenstveno poznata kao plesna partnerica Freda Astairea u nizu od deset hollywoodskih glazbenih filmova, koji su predstavljali revoluciju u svom žanru.

## Životopis

### Mlade godine
Rođena je u Independenceu u državi Missouri kao kćer Eddinsa McMatha, škotskog podrijetla i Lele Owens McMath, velškog podrijetla. Majka je ubrzo nakon Gingerinog rođenja napustila njenog oca, pa su majka i kći otišle živjeti u obližnji Kansas City s obitelji Waltera Owensa.
Roditelji su se razveli i borili se za skrbništvo, a otac ju je čak dvaput i oteo. Nakon što su se razveli, Ginger je ostala živjeti sa svojim djedom i bakom, Walterom i Saphronom Owens, dok se njena majka u Hollywoodu dvije godine bavila pisanjem scenarija. Nekoliko Gingerinih rođaka je imalo problema s izgovaranjem njenog imena Virginia, skrativši ga tako na "Ginya".
Kada joj je bilo devet godina, majka se preudala za čovjeka imena John Logan Rogers. Ginger je uzela njegovo prezime, iako nikada nije bila zakonski posvojena. Živjeli su u Fort Worthu u Teksasu gdje je majka počela raditi za lokalne novine Fort Worth Record kao kazališna kritičarka.
Kao tinejdžerica razmišljala je o učiteljskoj školi, ali zbog majčinog zanimanja za Hollywood i teatar sve više je bivala izložena kazalištu. Čekajući majku u krilima kazališta Majestic, počela je pjevati i plesati uz izvođače na pozornici.

### Vodvilj
Pet godina kasnije rodila se njena zabavljačka karijera, kada je putujućoj vodviljskoj predstavi Eddija Foya koja je stigla u Fort Worth zatrebala brza zamjena. Prijavila se i pobijedila u natjecanju u čarlstonu, te krenula na vodviljsku turneju. Zajedno s majkom na turneji je provela četiri godine. U tom se razdoblju Gingerina majka razvela od Johna Rogersa, ali je zadržala njegovo prezime.
Sa samo 17 godina udala se za Jacka Culpeppera, također putujećeg plesača. Brak je trajao nekoliko mjeseci i Ginger je ponovno s majkom krenula na turneju. Kada je turneja stigla u New York, Ginger je ostala pjevati za radio, a zatim je uslijedio njen broadwayski debi u mjuziklu zvanom Top Speed čija je premijera bila na Božić 1929.

### Filmska karijera

#### 1929-1933
Prve filmske uloge ostvarila je 1929. u tri kratka filma; Noć u studentskom domu, Dan poslovnog čovjeka i Golupčići fakulteta.
Dva tjedna od premijere mjuzikla Top Speed dobila je ulogu u Ludoj djevojci, mjuziklu Georgea i Ire Gershwina. Fred Astaire je bio zaposlen kako bi pomogao plesačima s koreografijom, te su Ginger i on neko vrijeme izlazili. Ulogom u Ludoj djevojci je sa samo 19 godina preko noći postala zvijezda. 1930. potpisala je sedomogodišnji ugovor s filmskom kućom Paramount.
Rogers se ubrzo uspjela izvući iz ugovora s Paramountom, te se s majkom preselila u Hollywoood. Kada je stigla u Kaliforniju potpisala je ugovor za tri filma s Patheom, što je rezultiralo trima zanemarivim filmovima. Nakon što je većinu 1932. dobivala manje pjevačke i plesačke uloge, 1933. uslijedio je značajan napredak s filmom Warner Brothersa 42. ulica.
Nakon toga je krenula snimiti niz filmova za RKO, a u drugom od njih, filmu Let za Rio (1933.), ponovno se susrela s Fredom Astaireom.

#### 1933-1939: Fred i Ginger
Ginger Rogers je danas najpoznatija po svom partnerstvu s Fredom Astaireom. Od 1933. do 1939. zajedno su snimili devet mjuzikala za RKO, te tako revolucionizirali hollywoodski mjuzikl, predstavivši plesne točke nezapamćene elegancije i virtuoznosti, postavljene na pjesme tada najvećih skladatelja zabavne glazbe skladane posebno za njih, te izvedene na nekim od najglamuroznijih Art-Deco scenografija ikad viđenih na filmu. Do današnjeg dana, "Fred i Ginger" ostaje gotovo automatska aluzija na bilo koje uspješno plesno partnerstvo.
Arlene Croce, Hyam i John Mueller smatrali su Ginger Rogers Astaireovom najboljom plesnom partnericom, prvenstveno zbog njene sposobnosti kombiniranja plesnih vještina, prirodne ljepote i iznimnih sposobnosti dramske glumice i komičarke, tako doista dopunjavajući Astairea: plesača bez premca koji se ponekad teško snalazio kao glumac i kojeg se nije smatralo klasično zgodnim. Rezultirajuće pjevačko i plesno partnerstvo uživalo je jedinstveno povjerenje u očima publike, a kako je otvoreno izjavila Katharine Hepburn: "Ona njemu daje seks, a on njoj daje otmjenost." Od 33 plesa koja je snimila s Astaireom, Croce i Mueller su posebno istaknuli spontanost nezine izvedbe u humorističnim točkama 
"I'll Be Hard To Handle" u Roberti (1935), "I'm Putting All My Eggs In One Basket" iz Slijedi flotu (1936) i "Pick Yourself Up" iz filma Vrijeme swinga (1936). Također upućuju i na to koliko je Astaire iskoristio nevjerojatnu fleksibilnost njenih leđa u klasičnim romantičnim plesovima kao što su "Smoke Gets in Your Eyes" u Roberti (1935), "Cheek to Cheek" u Cilindru (1935) i "Let's Face the Music and Dance" u Slijedi flotu (1936). Za posebnu pohvalu izdvojili su njenu izvedbu u "Waltz in Swing Time" iz Vremena swinga (1936.), koja se općenito smatra najvirtuoznijom partnerskom plesnom točkom koju je Astaire ikad izveo na filmu. Uglavnom je izbjegavala samostalne plesne izvedbe: Astaire bi u svaki film uvijek uključio barem jednu solo točku, dok je Ginger sveukupno izvela tek jednu: "Let Yourself Go" u Slijedi flotu (1936).
Iako su sve plesne točke koreografirali Astaire i njegov pomoćnik Hermes Pan, oboje odaju priznanje Gingerinom doprinosu tom procesu, te su također svjedočili i njenom vrhunskom profesionalizmu, čak i u razdobljima intenzivnog opterećenja u kojima je pokušavala istovremeno raditi na ostalim mnogim filmskim obavezama, a uz mukotrpni Astaireov raspored pokusa, dok bi on u jednoj godini snimio najviše dva filma.
1986., nedugo prije smrti, Astaire je izjavio: "Sve djevojke s kojima sam ikada plesao mislile su da ne mogu, ali naravno da su mogle. Stoga su stalno plakale. Sve osim Ginger. Ne, ne, Ginger nikad nije plakala". Mueller ovako ukratko opisuje Gingerine sposobnosti: "Rogers se izdvajala od svih ostalih Astaireovih partnerica, ne zato što je kao plesačica bila superiornija, već zato što je, kao vješta, intuitivna glumica bila dovoljno nepovjerljiva da shvati kako gluma nije prestajala kada bi plesanje započelo ...razlog zbog kojeg su tolike žene maštale o plesanju s Astaireom je taj što je Ginger Rogers stvarala dojam da je plesanje s njim najuzbudljivije iskustvo koje se može zamisliti."

#### Nakon 1939.
1939. Ginger je zatražila odmor od mjuzikala rekavši "Iduće godine ne želim snimiti ni jedan mjuzkl. Nemojte me pogrešno shvatiti – nisam nezahvalna za sve ono što su mjuzikli učinili za mene. Ali protekle četiri godine radim jednu te istu stvar, samo s manjim varijacijama."
Nakon prekida suradnje s Astaireom, prvo je glumila uz Davida Nivena u filmu Neženjina majka.